# 260.
260. je sedmo desetletje v 3. stoletju med letoma 260 in 269. 